# ويل شامبلن
ويل شامبلن (بالإنجليزية: Will Champlin)‏ هو مغن مؤلف أمريكي، ولد في 24 أبريل 1983 في لوس أنجلوس في الولايات المتحدة.

## وصلات خارجية
- الموقع الرسمي
- ويل شامبلن على موقع ميوزك برينز (الإنجليزية)
- ويل شامبلن على موقع أول ميوزيك (الإنجليزية)
- ويل شامبلن على موقع ديسكوغز (الإنجليزية)